# 巴西利奧·奧古斯丁
巴西里奧·奧古斯丁-達維拉（西班牙語：Basilio Augustín y Dávila；1840年2月12日—1910年8月7日），西班牙殖民地官员，曾在1898年4月11日-7月24日出任菲律賓總督。

## 早年生活
1859年毕业于西班牙陆军总参谋部军事学院。1861年晋升上尉军衔。1864年被派往波多黎各，参与镇压当地独立运动。1869年被调往古巴，负责拦截从多米尼加前往古巴支援独立战争的军队。因战功晋升中校军衔。
返回西班牙后宣誓效忠国王阿玛迪奥一世，晋升上校军衔并担任国王侍从武官。1873年起参加卡洛斯战争，积极参与解放被卡洛斯派军队包围的几个城市（拉瓜迪亚、毕尔巴鄂、维多利亚等）。1875年晋升陆军准将，留在巴斯克省指挥第二骑兵旅。1893年任师长。1894年任第六集团军第二军军长兼布尔戈斯省军事长官。1895年晋升中将军衔，任加利西亚军区总司令兼第八集团军总司令。后任布尔戈斯、纳瓦拉和瓦斯孔加达斯军区司令兼第六集团军总司令。

## 美西战争
1898年3月被首相萨加斯塔任命为菲律宾总督。此时，在香港的美军舰队已做好准备进攻菲律宾。随着缅因号的爆炸，美西关系达到了最紧张的程度。4月27日，他在马尼拉收到了美国的宣战声明。西班牙海军在马尼拉湾海战中被美军击败。与此同时，美军和菲律宾起义军对困守在马尼拉的西班牙军队展开总攻。在即将攻占首都之前，奥古斯丁动员菲律宾平民支持西班牙。
西班牙军队的大败导致了革命领袖埃米利奥·阿奎纳多返回和第二阶段菲律宾革命的开始。在1898年6月12日，阿奎纳多发表菲律宾独立宣言。
奥古斯丁同时试图创建忠于西班牙的菲律宾人协商会议，以此来支持菲律宾自治，但遭阿奎纳多拒绝。奥古斯丁的改革计划以失败告终，因为大部分受过西班牙训练的菲律宾民兵倒向革命队伍，协商会议最后大部分成员在1899年成为了马洛洛斯宪法的签名者和马洛洛斯国会议员。
他唯一的希望就是从西班牙本土出发的支援舰队的到来。但西班牙海军在埃及受阻，他试图与菲律宾起义军展开谈判。鉴于奥古斯丁发给马德里政府的电报中的沮丧和潜在的悲观情绪，萨加斯塔首相决定在8月4日用费尔明·豪德内斯取代他。8月13日乘坐德国海军奥古斯塔皇后号防护巡洋舰经香港返回西班牙。

## 晚年生活
战后返回西班牙并退役。1910年8月7日于维多利亚逝世，享年70岁。